# Wilcze (Istebna)
Wilcze – część wsi Istebna w Polsce, położona w województwie śląskim, w powiecie cieszyńskim, w gminie Istebna, w Beskidzie Śląskim. 
W latach 1975–1998 Wilcze położone było w województwie bielskim.